# Walter Schimana
Walter Schimana, född 12 mars 1898 i Opava, Österrike-Ungern, död 12 september 1948 i Salzburg, Österrike, var en österrikisk SS-officer och medlem av NSDAP. Han var Gruppenführer och generallöjtnant inom Waffen-SS och polisen samt Högre SS- och polischef i det av Nazityskland ockuperade Grekland. Från 1942 till 1944 var Schimana knuten till Reichsführer-SS Heinrich Himmlers personliga stab.

## Biografi
Walter Schimana föddes 1898 i Opava som son till en tidningsutgivare. Efter avslutad skolgång inträdde Schimana i en kadettskola i Prag. Efter första världskrigets slut fick han anställning i en bokhandel och på en bank. År 1919 gick han med i en frikår. Mellan 1918 och 1920 tjänstgjorde han i den österrikiska armén och nådde löjtnantsgrad. Schimana inträdde i SA och NSDAP 1926; 1939 lämnade han SA och gick över till SS.
Efter Adolf Hitlers maktövertagande i januari 1933 blev Schimana medlem av Schutzpolizei (Schupo). Efter att Tredje Riket hade annekterat Österrike i mars 1938 (Anschluss) kommenderades Schimana till Wien, där han tog befälet över det motoriserade gendarmeriet. Den 15 augusti 1939 inträdde Schimana i SS med tjänstegraden Standartenführer. Vid andra världskrigets utbrott fick han befälet över en bataljon inom fältgendarmeriet i Polen.
I september 1941 utsågs Schimana till SS- und Polizeiführer för området kring Saratov (SSPF Saratow). Hans överordnade var då Höhere SS- und Polizeiführer Rußland-Mitte Erich von dem Bach. Den 30 november lämnade Schimana posten som SSPF Saratow, men förblev knuten till von dem Bachs stab fram till juli 1942. Under denna tid deltog Schimana i partisanbekämpning i Vitryssland. Åren 1942 och 1943 anförde Schimana "Kampfgruppe Schimana", som opererade i området kring Minsk och Borisov. Under fyra veckor i maj och juni 1943 dödade "Kampfgruppe Schimana" 4 018 personer och brände ned 103 byar.
I oktober 1943 efterträdde Schimana Jürgen Stroop som Höhere SS- und Polizeiführer Greichenland, vilket innebar att han blev SS- och polischef i Grekland. På denna post var han under ett år ansvarig för deportationen av judar från Grekland till Nazitysklands koncentrationsläger. För bekämpningen av grekiska motståndsgrupper och partisaner organiserade Schimana särskilda säkerhetsbataljoner (grekiska: Τάγματα Ασφαλείας, tyska: Sicherheitsbataillone). Dessa bataljoner hade bildats på order av premiärminister Ioannis Rallis och kollaborerade med den nazityska ockupationsmakten. När den tyska krigsmakten drog sig tillbaka från Grekland i oktober 1944, utsågs Schimana till Höhere SS- und Polizeiführer för den så kallade Donau-sektorn med huvudkvarter i Wien. 
Efter Nazitysklands villkorslösa kapitulation greps Schimana av allierade soldater. Han begick självmord 1948 i ett undersökningshäkte i Salzburg.

## Utmärkelser i urval
- Järnkorset av andra klassen (1939)
- Järnkorset av första klassen (1939)
- Ärekorset
- Krigsförtjänstkorset av andra klassen med svärd
- NSDAP:s partitecken i guld (7 augusti 1943)
- Tyska korset i guld (1943)
- SS-Ehrenring (Totenkopfring)